# خور نجد
 خورنجد  از توابع شهرستان خصب در شبه‌جزیره و استان مسندم در کشور پادشاهی عمان است، و یکی از (نقاط دیدنی سلطنت عمان) به شمار می‌آید. 
خور  به عربی (الخور) به پیش آمدگی رودخانه شکل می‌گویند است از دریا به داخل خاک «خشکی» رفته باشد. 

## راه خور نجد
برای وصول به خور نجد دو راه وجود دارد:
- راه کوهستانی بوسیلهٔ خودرو جیپ را طی نمود، این راه سخت‌گذر و پر شیب و فراز است، و در بادیء الأمر می‌باید از مرز حدودی امارات و از امارت رأس الخیمه و دقیقاً از شهر رمس عبور نمود و وارد خاک مسندم شد.

- أما راه دوم با هواپیما از فرودگاه بین‌المللی سیب در مسقط و بوسیلهٔ هواپیمای داخلی وارد فرودگاه خصب شد و سپس با ماشین به سوی خور نجد رفت، مسافت بین فرودگاه وخور نجد در حدود ۵۵ کیلومتر می‌باشد.